# Dégagement (théâtre)
Pour les articles homonymes, voir Dégagement.
Les dégagements, au théâtre, sont les parties situées immédiatement en dehors de l'aire de jeu, non visibles depuis le public, et réservées à l'entrée et à la sortie des comédiens et des accessoires de scène. Les dégagements peuvent faire partie de l'espace scénique.
Les dégagements font partie intégrante des coulisses qui, de nos jours, désignent toutes les parties situées hors scène.